# فوتشا (منطقة)
فوتشا هي بلدة ومنطقة في تركيا مقاطعة ازمير ، على ساحل بحر إيجه.
تقع بلدة فوتشا على بعد حوالي 69 كم (43 ميل) شمال غرب وسط مدينة إزمير.و تحتوي المنطقة أيضًا على بلدة بها بلدية خاصة بها تسمى فوتشا الجديدة ، على طول الشاطئ أيضًا وعلى مسافة 20 كم (12 ميل) من فوتشا وغالبًا ما تسمى فوتشا نفسها محليًا باسم فوتشا القديمة

## التعليم
هناك 4 مدارس ابتدائية ، مدرسة ثانوية الأناضول ، مدرسة ثانوية ، إدارة الفنادق والسياحة المهنية العليا والسياحة في الأناضول كلية Dokuz Eylül University ، والتي تم إنشاؤها بمساهمة من الدولة والمواطنين في المدينة. يتجاوز معدل القراءة والكتابة 95٪.

## البنية التحتية
في فوتشا يوجد مستشفى حكومي في مركز المدينة، وفي الشتاء ، يأتي الأطباء المتخصصون في أيام معينة من الأسبوع في فروع معينة ، وفي فترة الصيف التي يزداد فيها عدد السكان ، هناك 8-10 أطباء.
خدمة الطوارئ في المستشفى متاحة على مدار 24 ساعة في اليوم ، ويتم إرسال أولئك الذين يعانون من أمراض خطيرة إلى المستشفيات في إزمير عن طريق سيارة الإسعاف عند الضرورة.
بالإضافة إلى ذلك ، توجد مراكز صحة الأسرة في المدينة الجديدة و Gerenköy و Ilıpınar و Bağarası ، و 112 محطة طوارئ في المدينة الجديدة وعيادة المنطقة بمستشفى مركز مدينة مينمين